# Dipsadoboa aulica
Dipsadoboa aulica är en ormart som beskrevs av Günther 1864. Dipsadoboa aulica ingår i släktet Dipsadoboa och familjen snokar. Inga underarter finns listade i Catalogue of Life.
Arten förekommer i östra Afrika från Somalia till östra Sydafrika. Från Kenya är inga fynd dokumenterade. Honor lägger ägg. Ormen vistas i skogar, galleriskogar och savanner. Den klättrar i träd och är nattaktiv. Exemplaren vilar på dagen under lösa barkskivor eller i trädens håligheter. Födan utgörs av skinkar, geckoödlor och andra små ödlor.
För beståndet är inga hot kända. Hela populationen anses vara stabil. IUCN listar arten som livskraftig (LC).